# Orlando Antigua
Orlando Radhames Antigua Fernández (20 febbraio 1973) è un ex cestista e allenatore di pallacanestro dominicano naturalizzato statunitense.

## Carriera
Con la Rep. Dominicana ha disputato due edizioni dei Campionati centramericani (1995, 1997)
Da allenatore ha guidato la Rep. Dominicana ai Campionati americani del 2013 e ai Campionati mondiali del 2014.